# 尿道下裂
尿道下裂是一種發生在男性生殖器的一種先天性尿道发育异常。患者的尿道會在會陰附近裂出皮膚，使尿不能順着尿道從尿道口排走，部分因對裂嚴重，陰莖會嚴重彎曲，甚至無睪丸，部分形如女性外陰，有時更會誤作女孩撫養，部份人更會出現雙性人的狀況。有研究顯示，自20世纪后期開始，尿道下裂的发病率在全球呈现不明原因的增长趋势，在亞洲的發病率為5.2/10000。這有可能與都市化所帶來的污染，令雌激素增加，對胎兒的發育造成影響。

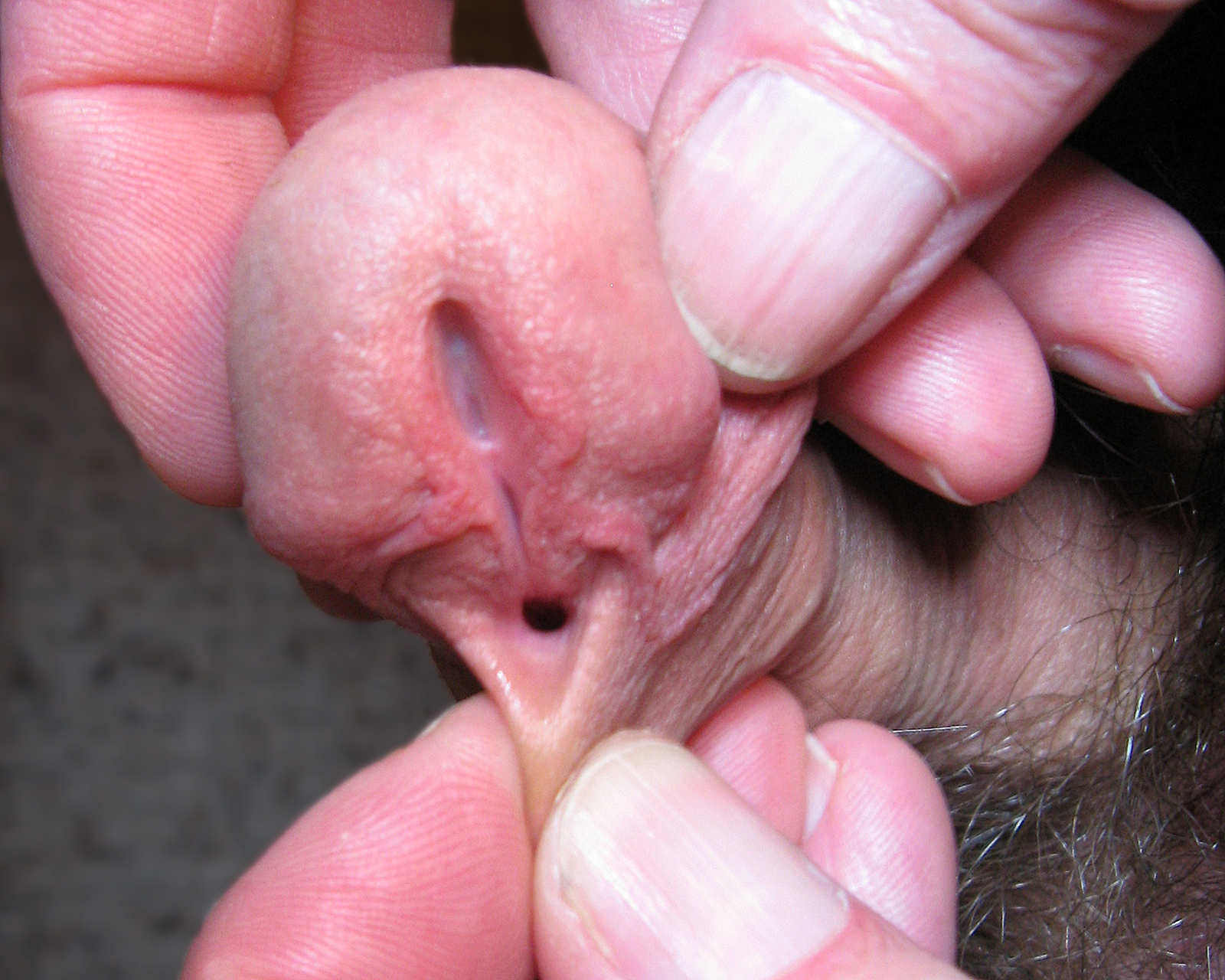

## 成因
尿道下裂可以分為：輕度、中度和嚴重三種不同的程度。
對於嚴重的病因，主要是因為雄激素代谢途径中的基因缺陷（如还原酶或雄激素受体缺陷）所导致。不過，這個解釋並不能解释中等和轻度的尿道下裂的病因。而對於污染而引起，有可能是因為污染物威胁到正常的雄激素代谢途径和正常的细胞信息传递。對於這些污染物的來源，相信很大機會來自人类在日常生活中排入大自然的雌激素样活性物质，例如用于谷物生长的杀虫剂，自然植物源的雌激素，药物及塑制品的副产品。此外，用于食品工业的易拉罐，其内壁层镀包的塑制品也被认为含有雌激素的成分。这些雌激素类物质最终进人江河湖海中，被生物积累和浓缩于有机食物链中。饮食习惯对此也有一定的影响。

## 病理
由於人類不論男性或女性，他們的生殖器官都是由同一組的組織演化而成，這一組織的外貌就像花蕊一樣，有左右各兩對的管。在雄激素或雌激素的影響下，這一組器官或融合變成子宮或卵巢，或下沉變成睾丸。女性的陰蒂和男性的陰莖、女性的大陰唇和男性的陰囊，其實本來都是一樣的。因此，假若男嬰在他的男性性器官未完全長成以前，身體受到雌激素干擾的話，會引致尿道下裂，甚至有可能會使發育中的陰囊從中間裂開，嚴重更可能有女性性器官。

## 影响
尿道下裂可导致勃起时阴茎向下弯曲。患者的尿道开口有时会大一些，更易发生尿路感染。此外，患者可能会尿湿裤子而不得不蹲着或坐着小便。
尿道下裂可能令精液無法順利到達女性體內。 隱睪症性別倒錯或置換尿道開口狹窄：小便無法成一直線，滴滴答答。 假如尿道下裂的情況不嚴重，屬於輕微型（ex. 龜頭型），沒有其他合併症，大部份也不影響小便及生育，可以不需處理。所以如果不想生育患者也要采取避孕措施。
为了治疗尿道下裂，患者得经常暴露自己的私处给不同的医生检查，往往还需要动一系列手术。这给患者带来很大的心理压力和精神伤害，患者会变得孤独和害羞。
尿道下裂患者非常需要心理关怀，在患者之间更能互相信赖，互相安慰。网络的发达大大降低了找到病友的难度。

## 治疗方法
治疗途径以泌尿显微整形外科尿道修复重建为主。

## 延伸閱讀
- Austin, Paul F.; Siow, Yong; Fallat, Mary E.; Cain, Mark P.; Rink, Richard C.; Casale, Anthony J. . The Journal of Urology. 2002, 168 (4): 1784–1788. PMID 12352359. doi:10.1016/S0022-5347(05)64413-8.
- Patel, Rakesh P.; Shukla, Aseem R.; Snyder, Howard M. . The Journal of Urology. 2004, 172 (4): 1717–1719. PMID 15371798. doi:10.1097/01.ju.0000138903.20136.22.
- Retik, Alan B; Atala, Anthony. . Urologic Clinics of North America. 2002, 29 (2): 329–39. PMID 12371224. doi:10.1016/S0094-0143(02)00026-5.
- Shukla, Aseem R; Patel, Rakesh P; Canning, Douglas A. . Urologic Clinics of North America. 2004, 31 (3): 445–60, viii. PMID 15313054. doi:10.1016/j.ucl.2004.04.020.

## 外部連接
- International Trends in Rates of Hypospadias and Cryptorchidism
- The Hypospadias and Epispadias Association, for families affected by these congenital penile differences. （页面存档备份，存于）
- Review of scientific papers describing the physical and psychological implications and consequences of hypospadias.
- Uretheral graft technique (Camillo Il Grande) （页面存档备份，存于）
- . Indian Journal of Urology. 2008, 24 (2)  [2017-08-11]. （原始内容存档于2017-08-11）.
- Interactive animations on hypospadias, AboutKidsHealth.ca （页面存档备份，存于）
- （页面存档备份，存于）

template:Male congenital anomalies of genital organs